# Светлае жыццё
«Светлае жыццё» — лельчицкая районная общественно-политическая газета, издается на белорусском и русском языках в городе Лельчицы, Гомельская область.
Учредители:
- Лельчицкий районный исполнительный комитет;
- Лельчицкий районный Совет депутатов;
- учреждение «Редакция газеты „Светлае жыццё“.

Выходит два раза в неделю. По средам и субботам на 8-12 страницах. Формат А3.

## История
Впервые газета вышла в конце февраля 1931 года и называлась „Калгаснік на варце“. Тогда издание было органом Лельчицкого райкома партии, райисполкома и райпрофсовета.
В это время район переживал нелёгкие времена всеобщей коллективизации и коренной ломки психологии людей. Необходимо было решить поставленную партией задачу постепенного объединения единоличных крестьянских хозяйств в коллективное хозяйство. Поэтому особая роль в достижении поставленной цели принадлежала местной газете как одному из коллективных организаторов на идеологическом фронте борьбы за укрепление советской власти на территории района. В этой борьбе трудно было обойтись без поддержки населения. В газете было много своих помощников — селькоров. Но, так как борьба шла жестокая и кровавая, они не всегда подписывались собственными именами. Заметки активистов подписывались такими псевдонимами, как „Юнкор“, „Вока“ (Глаз»), «Аса», «Пчала», «Янка», «Ваенкор» и др.
Параллельно большое внимание уделяла газета освещению вопросов развития образования в районе и, в частности, скорейшей ликвидации неграмотности среди взрослого населения. К примеру, уже в июле 1934 года, писала газета, из 179 учителей 10 имели высшее и 101 среднее образование.
С 1940 по 1953 год газета выходила под названием «Па сталінскаму шляху».
До начала оккупации в дни Великой Отечественной войны районная газета призывала к борьбе с врагом. Во время оккупации газета не выходила.
После войны газета основное внимание уделяла восстановлению разрушенного народного хозяйства. Почти в каждом её номере рассказывалось о трудовых достижениях сельчан.
В 1953 году газета вновь поменяла своё название и до 1961 года называлась «Савецкае Палессе». Последующие четыре года Лельчицкий район входил в состав Мозырского и только в 1965 году вновь был восстановлен как самостоятельная административная единица. С этого времени начала выходить и районная газета, но под названием «Светлае жыццё», которое сохранилось и по нынешний день.
В связи с 50-летием со дня выхода первого номера Указом Президиума Верховного Совета БССР от 27 февраля 1981 года районная газета «Светлае жыццё» награждена Почётной грамотой Верховного Совета БССР, в связи с 70-летним юбилеем выхода первого номера (2001 год) — Почётной грамотой Госкомпечати Республики Беларусь.
На страницах районной газеты печатали свои первые произведения белорусские писатели Микола Копылович и Владимир Правосуд. Газета и сегодня представляет страницы землякам для публикации своих произведений.
Руководили газетой в разное время М. Карпович, М. Милун, М Хорошко, А. Ермолицкий, В. Флёрко, С. Шкробот, А. Лисицкий. С 1 сентября 2005 года главный редактор районной газеты — И. Саковец.
В 2010 году появилась электронная версия газеты — создан сайт. В 2012 году газета стала победителем республиканского конкурса «Крепка семья — крепка держава», заняла III место в областном соревновании среди СМИ.
С июля 2014 г. газета выходит в полном цвете.

## Награды
- 1981 год — Почётная грамота Верховного Совета БССР
- 2001 год — Почётная грамота Госкомпечати Республики Беларусь
- 2012 год — Победитель республиканского конкурса «Крепка семья — крепка держава»